# Diego Sinagra

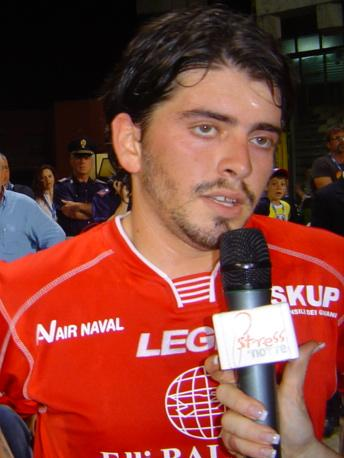
Diego Sinagra

Diego Armando Sinagra Maradona, também conhecido como Diego Armando Maradona Jr. (Nápoles, 20 de setembro de 1986) é um dos filhos de Diego Maradona, nascido de uma relação extraconjugal com Cristiana Sinagra, empregada doméstica do jogador em Nápoles, quando ele jogava no time do Napoli.
Ele também foi jogador da Seleção italiana de beach soccer.
Depois de uma rápida passagem pelo futebol, ele atualmente é radialista.

## Família e reconhecimento da paternidade
Segundo o artigo na Wikipedia em inglês, Sinagra foi criado pela mãe. 
Fruto de um relacionamento extraconjugal, sua paternidade só foi oficializada seis anos depois de seu nascimento, em 1992, após uma decisão judicial. Foi só a partir desta decisão que Sinagra pode utilizar o sobrenome Maradona.
Por muitos anos Maradona rejeitou o filho — pai e filho só se encontrariam em março de 2003, após o jovem despistar os seguranças e chegar até Maradona, depois de saber que ele estaria nas proximidades de Roma para jogar golfe — mas Sinagra sempre demonstrou orgulho do pai.
A relação melhorou com o tempo, tendo Sinagra postado diversas fotos em suas redes sociais ao lado o pai famoso, a última delas em junho passado, desejando um Feliz Dia dos Pais a seu progenitor.  
Ele tem três meias-irmãs — Dalma, Gianinna e Jana — e um meio-irmão — Diego Armando — por parte de pai, sendo que Jana também é fruto de um relacionamento extraconjugal de Maradona. 
Sinagra é casado desde 2015 e tem dois filhos, Diego Matias e India Nicole.

## Carreira no futebol
Foi no clube em que Maradona se consagrou, o Napoli, que ele iniciou a carreira no futebol, depois transferindo-se para o Genoa, ainda nas categorias de base.
Sinagra, todavia, não teve sucesso nos gramados, só conseguindo algum destaque após migrar para o futebol de areia. Neste esporte, defendeu a Seleção da Itália nas eliminatórias e na Copa do Mundo de Futebol de Areia de 2008. 
Curiosamente, ao contrário do pai, ele é destro e simpatiza com o River Plate.

## Premiações
- Vencedor do Playoff Eccellenza: 2006–07
- Vice-campeão da Copa do Mundo de Beach Soccer da FIFA : 2008